# 潘宏彬
潘宏彬（英語：Danny Poon Wang Ban，1962年4月21日—），香港男演員。1998年後離開演藝界，現任房產仲介。
1981年，潘宏彬進入第十期無綫藝員訓練班，同屆學員有刘德华、连伟健、黄耀明、梁家辉等。潘宏彬與劉德華尤其要好，畢業後一起出演多部影視劇，且是「半同居」關係，以至於引發斷背傳聞。1986年，劉德華針對傳聞發毒誓，「如果我同潘宏彬搞基，就七年內愛滋病發死！」劉德華走紅後常安排潘宏彬在自己的演唱會及電影中演出，更以月薪十萬元請他入歌迷會「華仔天地」做些悠閒工作。
1988年6月，潘宏彬透露，他有個交往兩年半的女友，女友是教芭蕾舞的日本女孩，他們是在他赴日本時在一家餐廳相識的，「我們相差三歲，我已經二十六歲了，看不太出來吧？」
1988年-1992年，潘宏彬轉往台灣拍攝電視劇，曾飾演《射雕英雄傳》中的楊康。
1997年，潘宏彬退居幕後，常陪伴劉德華打保齡、工作。
1998年，潘宏彬離開演藝圈，與劉德華切斷聯繫。劉德華事後稱「找也找不到，保不住這段友情我好遺憾」。
2009年，劉德華婚訊傳出後，已轉行房產仲介的潘宏彬被雜誌尋訪，潘表示與劉德華失聯並無遺憾：「有什麼好遺憾？朋友不必天天見面，一天是朋友，終生就是朋友。」被問及他與劉德華斷背傳聞，潘宏彬說：「我怎麼答你呀？」
2014年，潘宏彬復出客串電影《微交少女》，再次飾演在80年代經典電影《靚妹仔》中的角色。

## 演出作品

### 電視劇（無綫電視）
- 1982年 《獵鷹》 飾 雄
- 1982年 《星塵》 飾 酒保
- 1983年 《再見十九歲》 飾 Richard
- 1983年 《神雕俠侶》 飾 郭破虜
- 1984年 《畫出彩虹》 飾 傑
- 1984年 《鹿鼎記》 飾 溫有道
- 1984年 《秋瑾》
- 1984年 《新紮師兄》 飾 陳厚德
- 1984年 《魔域桃源》 飾 札札哈爾
- 1984年 《寶芝林》
- 1984年 《笑傲江湖》 飾 客棧小二
- 1985年 《呂四娘》
- 1985年 《錯體姻緣》
- 1985年 《武林世家》 飾 方尚武
- 1985年 《大香港》 飾 駱震華
- 1985年 《楚河漢界》 飾 吳貴
- 1985年 《楊家將》 飾 潘豹
- 1985年 《皇上保重》 飾 六皇子
- 1986年 《薛丁山征西》 飾 秦漢

### 電視劇（亞洲電視）
- 1989年 《愛情蝙蝠俠》 飾 蕭敬森
- 1990年 《隔世天師》 飾 張學玄

### 電視劇（台灣）
- 1988年 《射雕英雄傳》飾 楊康 (中視)(男二號)
- 1988年 《情在天涯》 飾 俞家祺 (中視)(男二號)
- 1989年 《星夜的天空》 飾 丁仰哲 (中視)(男二號)
- 1990年 《雙飛雁》 飾 梅俊彥 (台視)(男二號)
- 1991年 《賽金花》 飾 孫少棠 (台視)

### 電影
- 靚妹仔 (1982)
- 彩雲曲 (1982)
- 第一次 (1983)
- 毀滅號地車 (1983)
- 行錯姻緣路 (1984)
- 奪寶計上計 (1986)
- 最佳福星 (1986)
- 開心鬼撞鬼 (1986) ... 張子傑
- 開心快活人 (1987)
- 東方禿鷹 (1987)
- 應召女郎1988 (1988)
- 五虎將之決裂 (1991)
- 九一神鵰俠侶 (1991)
- 廟街十二少 (1992)
- 機Boy小子之真假威龍 / 龍神太子(1992) ... 孝天
- 中國最後一個太監第二章告別紫禁城 (1992)
- 天長地久 (1993)
- 梟雄未路 (1993)
- 夢斷危情 (1993)
- 殺手的童話 (1994)
- 微交少女 (2014)

## 外部連結
- 潘宏彬在香港影庫上的簡介